# 布尔根
布尔根（德語：Burggen，發音：[ˈbʊʁɡn̩]）是德国巴伐利亚州上巴伐利亚行政区魏尔海姆-雄高县的市镇，总面积24.94平方千米，2023年12月31日总人口为1,726人。